# デッド・オア・ラン
『デッド・オア・ラン』（原題：Term Life）は、2016年に公開されたアメリカ合衆国のアクション映画である。
監督はピーター・ブリングスリー、主演はヴィンス・ヴォーンが務めた。A・J・リーバーマンとニック・ソーンバロウが2011年に発表したグラフィックノベル『Term Life』を原作としており、ブレント・ブリスコーの遺作となった。
日本国内では劇場公開されずビデオスルーとなり、2017年4月5日にDVDが発売された。
WOWOWで放送された際には、『二重逃亡』という邦題が使用された。

## あらすじ
ニック・バローは犯罪プランを考案してそれを売ることで生計を立てていた。そんなある日、ニックが立てた計画に基づいて行われた犯罪で、ギャングのボスの息子が殺害されるという事態が発生した。報復からニックはギャングに命を狙われることを確信し、自身に50万ドルの生命保険をかけた。自身が殺された際には、長らく疎遠になっていた娘（ケイト）に保険金が行くように手配したが、生命保険が有効になるのは契約から21日後のことであった。ギャングが本気を出した場合、ニックが21日も生き延びられないのは明白であった。
最悪なことに、ギャングはケイトの命をも狙い始めた。ニックはケイトの命と自分の命を守りながら21日間を耐えきるという絶望的なミッションに挑む羽目になった。しかも、その過程で、ニックは警察にも目を付けられてしまった。

## キャスト
- ヴィンス・ヴォーン - ニック・バロー
- ヘイリー・スタインフェルド - ケイト・バロー
- ビル・パクストン - キーナン刑事
- ジョナサン・バンクス - ハーパー
- マイク・エップス - ダリル・モーズリー
- ジョルディ・モリャ - ヴィクター・ヴァスケス
- シェー・ウィガム - マティ・ミラー
- ジョン・ファヴロー - ジミー・リンカーン
- ウィリアム・レビー - アレハンドロ・ヴァスケス
- タラジ・P・ヘンソン - サマンサ・サーマン
- アナベス・ギッシュ - ルーシー・バロー
- テレンス・ハワード - ブライドン保安官
- ケイン・ヴェラスケス - マルコ
- マヌエル・ガルシア＝ルルフォ - ペドロ
- ブレント・ブリスコー - マーフィー
- ブライアン・F・ダーキン - ジョン・スタシオ

## 製作
2013年9月、ヘイリー・スタインフェルドがマシュー・ヴォーン主演の新作映画に出演するとの報道があった。10月17日、ユニバーサル・ピクチャーズが本作の製作を中止したと報じられた。11月、QEDエンターテインメントとパームスター・エンターテインメントの出資によって、本作の製作が再始動した。2014年2月25日、ジョルディ・モリャ、ウィリアム・レビー、マイク・エップスの出演が決まった。3月1日、本作の主要撮影がジョージア州で始まった。10日、ジョン・ファヴローがキャスト入りした。

## 公開・興行収入
当初、本作は2016年4月8日に全米公開される予定だったが、後に公開日は同年4月29日に延期された。
2016年4月29日、本作は全米50館で限定公開され、公開初週末に1万3040ドル（1館当たり261ドル）を稼ぎ出し、週末興行収入ランキング初登場65位となった。

## 評価
本作は批評家から酷評されている。映画批評集積サイトのRotten Tomatoesには7件のレビューがあり、批評家支持率は0％、平均点は10点満点で2.1点となっている。また、Metacriticには4件のレビューがあり、加重平均値は23/100となっている。